# Stipecampus cristatus
Stipecampus cristatus är en fiskart som först beskrevs av Mcculloch och Waite 1918.  Stipecampus cristatus ingår i släktet Stipecampus och familjen kantnålsfiskar. Inga underarter finns listade i Catalogue of Life.